# Народження Венери (картина Боттічеллі)
«Народження Венери» (італ. Nascita di Venere) — картина італійського художника тосканської школи Сандро Боттічеллі. Картина є живописом темперою на полотні розміром 172,5 × 278,5 см. Нині зберігається в галереї Уффіці, Флоренція.

## Історія

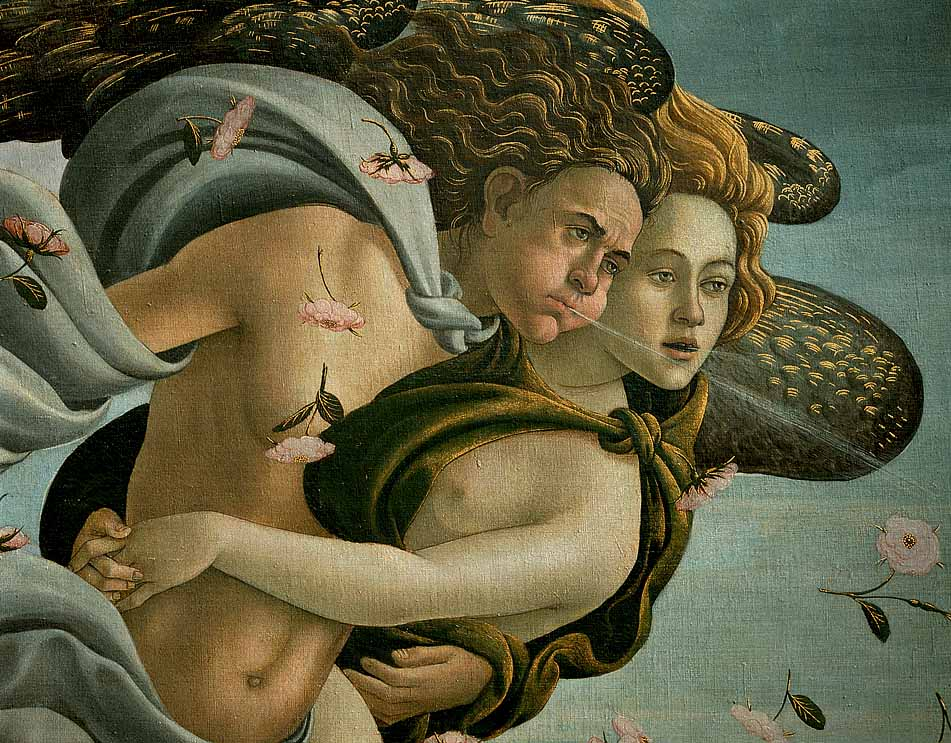
Фрагмент картини — Зефір

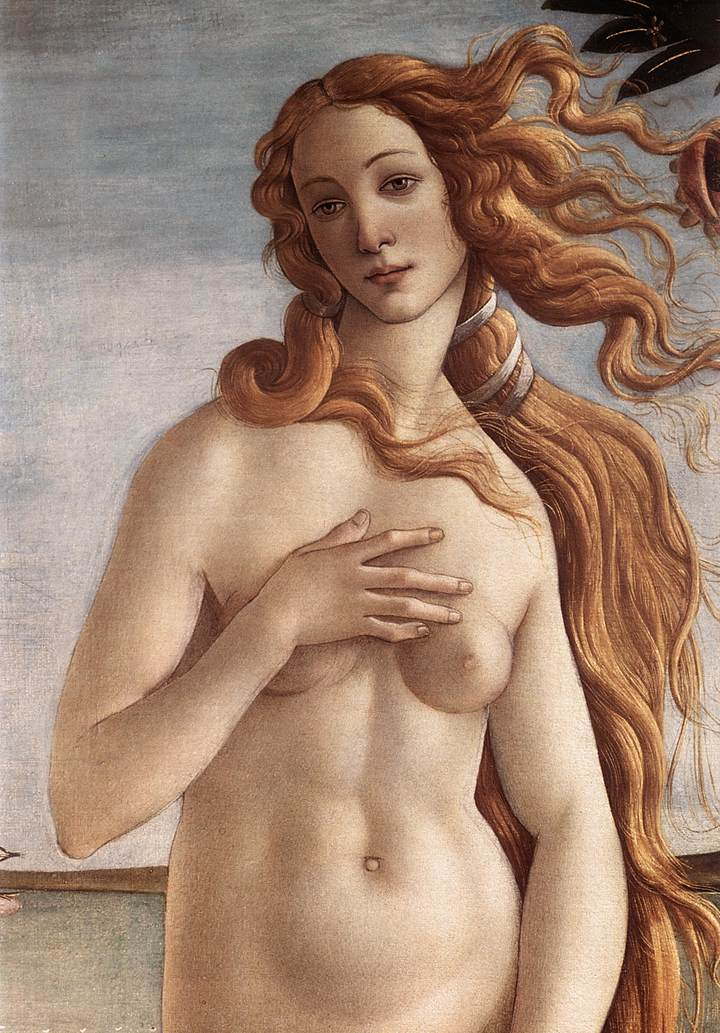
Венера. Фрагмент картини

Біограф Джорджо Вазарі у своїх «Життєписах» (1550) згадує, що «Народження Венери» і «Весна» зберігалися в віллі Кастелло під Флоренцією, що належала Козімо Медічі. Більшість істориків мистецтва сходяться на думці, що картина була написана для Лоренцо ді Пьерфранческо Медічі, які володіли віллою Кастелло в 1486 році. Лоренцо ді Пьерфранческо Медичі — двоюрідний брат Лоренцо Пишного, герцога Флоренції. Пізніші знахідки інвентарних записів дому Медічі підтверджують, що Лоренцо володів «Весною», а однозначних доказіви, що саме він був замовником і «Народження Венери», поки не існує.
Вважається, що моделлю для Венери була Симонетта Веспуччі, яка народилася в Порто-Венере на лігурійському узбережжі. Можливо, натяк на це міститься в сюжеті картини. Також є версія, що Боттічеллі написав «Народження Венери» не для Лоренцо Медічі, а для одного зі своїх знатних сучасників, а у власність Медічі вона потрапила пізніше.
Опис бога західного вітру Зефіра, чиє дихання приносить весну, зустрічається у Гомера. Овідій повідомляє про його дружину Хлориду, що обіймає Зефіра руками й ногами. Видається малоймовірним, що Боттічеллі був знавцем оригінальних грецьких і римських текстів. Так бібліотека сучасників художника братів Маяно (італ. Benedetto e Giuliano da Maiano) схожого з ним соціального походження налічувала всього 29 книг, половина з яких була на релігійну тематику, а з класичних текстів присутня тільки біографія Олександра Македонського і робота Лівія. Швидше за все, бібліотека Боттічеллі мала схожий характер. Однак, через свого сусіда Джорджо Антоніо Веспуччі , Боттічеллі був вхожий в коло інтелектуальної еліти Флоренції. Можливо, він був знайомий з поетом Анжело Поліціано (1454–1494), який в одному зі своїх віршів описував народження Венери. Також порадником художника міг бути і філософ Марсіліо Фічіно (1433–1499), який намагався поєднати класичну філософію з християнством. У його філософській доктрині важливою фігурою була Небесна Венера, символізували гуманізм, милосердя і любов, і чия краса вела смертних на небеса.
Навіть якщо Поліціано або Фічино не були прямими порадниками Боттічеллі, їхні роботи підготували громадську думку до сприйняття образу оголеної античної богині, й художник міг працювати над своїм твором не боячись осуду чи нерозуміння з боку співгромадян.
У 1987 році була завершена реставрація картини. З неї був видалений шар лаку, нанесений через деякий час після того, як Боттічеллі закінчив роботу над нею, і що перетворився за кілька століть у жовто-коричневий наліт.

## Сюжет
Картина ілюструє міф народження Венери (грец. Афродіти).
Оголена богиня пливе до берега в розкритій мушлі, гнана вітром. У лівій частині картини Зефір (західний вітер) в обіймах своєї дружини Хлориди (рим. Флора) дме на мушлю, створюючи вітер, наповнений квітами. На березі богиню зустрічає одна з грацій.

## Іконографія
У позі Венери помітний вплив класичної грецької скульптури. Те, як вона спирається на одну ногу, лінія стегна, цнотливий жест рукою і самі пропорції тіла засновані на каноні гармонії й краси, розробленому ще Поліклетом і Праксителем.
Народження Венери в давнину було пов'язано з культом, символи якого присутні на картині Боттічеллі. Так пурпурова мантія в руках у Грації мала не тільки декоративну, а й ритуальну функцію. Такі мантії зображувалися на грецьких урнах і символізували кордон між двома світами — в них загортали як новонароджених, так і померлих. У середні століття такі атрибути Венери, як троянди і раковина, стали асоціюватися з Дівою Марією. Раковина, яка супроводжувала зображення Венери, символізувала родючість, почуттєві задоволення і сексуальність, перекочувавши в іконографію Богоматері, стала означати чистоту і непорочність (наприклад, Вівтар св. Варнави роботи Боттічеллі).
У зображенні Зефіра, летючих троянд, розвіяного волосся й руху, як вираження життя та енергії, Боттічеллі спирався на засади, викладені в роботах теоретика мистецтва епохи Відродження Леона Баттіста Альберті. Також Боттічеллі, ймовірно, спирався на «Трактат про живопис» Ченніно Ченніні, що описує зокрема техніку дроблення лазуриту для отримання синьої фарби (волошки на сукні Грації) і принцип нанесення найтоншого листового золота (пурпурова накидка Венери). Серед новацій Боттічеллі важливим було використання полотна, а не дошки, для творів такого великого розміру. Він додавав мінімальну кількість жиру до пігментів, завдяки чому полотно протягом довгого часу залишалося міцним і еластичним, а фарба не тріскалася. Було також встановлено, що Боттічеллі наніс на картину захисний шар з яєчного жовтка, завдяки чому «Народження Венери» добре збереглося.